# 카르멜로 베네

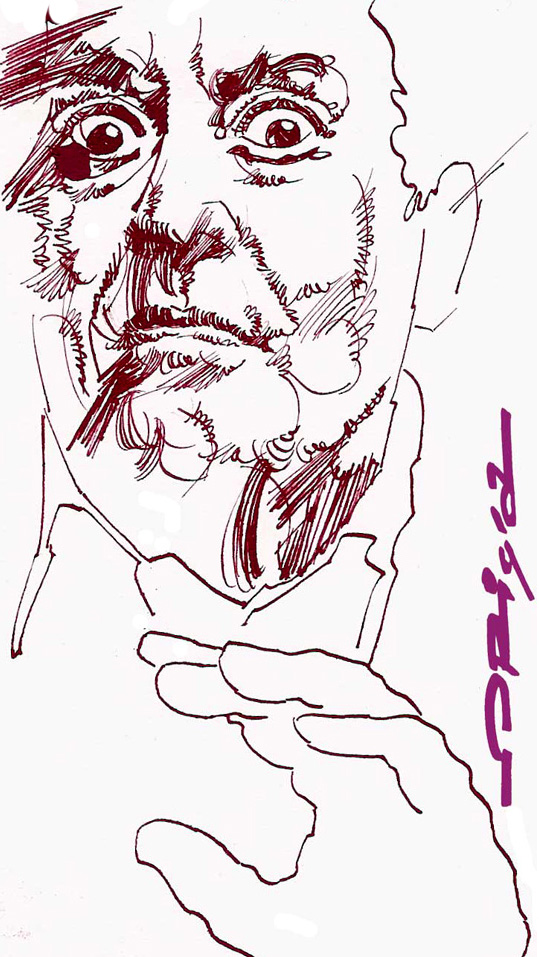

카르멜로 베네(Carmelo Bene, 1937년 9월 1일 ~ 2002년 3월 16일)은 이탈리아 왕국의 무대 연출가, 배우, 시인, 극작가, 영화 감독, 작가이다.
로마에서 사망하였다. 사인은 암이다.

## 영화
- 트라체 디 베네 (2017년)
- 살로메 (1972년)
- 트레 넬 밀 (1971년)
- 네크로폴리스 (1970년)
- 카프리치 (1969년)
- 언체인드 (1968년)
- 아워 레이디 오브 더 턱스 (1968년)
- Hermitage (1968년)
- Il canto d'amore di Prufrock (1967년)
- 에디푸스 왕 (1967년)